# Гликопротеин IX
Гликопротеин IX (тромбоцитарный) (англ. Glycoprotein IX; CD42a) — мембранный белок, продукт гена человека GP9.
Тромбоцитарный гликопротин IX (GP9) локализован на мембране тромбоцитов, образует комплекс с гликопротеином Ib. Комплекс функционирует как рецептор фактора фон Виллебранда. Комплекс включает гетеродимер из двух полипептидных цепей: альфа-цепи GP1BA и бета-цепи GP1BB, соединённых дисульфидной связью, а также нековалентно-ассоциированные гликопротины IX и Ib.

## Структура
Белок состоит из 161 аминокислоты, молекулярная масса 19 кДа.